# Lista drumurilor județene din județul Arad
Aceasta este o listă ce cuprinde toate drumurile județene aflate pe raza județului Arad, așa cum au fost clasificate de Ministerul Transporturilor.
| Județul Arad                                                   | Județul Arad | Județul Arad                                                   | Județul Arad                                                   | Județul Arad                                                   | Județul Arad |
| Drum Județean                                                  | Traseu | Origine                                                        | Destinație                                                     | Lungimea (km)                                                  | Reclasat din: |
| -------------------------------------------------------------- | --- | -------------------------------------------------------------- | -------------------------------------------------------------- | -------------------------------------------------------------- | --- |
| DJ 572                                                         | Limita Jud. Timiș - Cuveșdia - Șiștarovăț - Lipova | Km 102+500 (Limita Jud. Timiș)                                 | Km 128+519 (Lipova)                                            | 26,019                                                         | DJ 572 rekilometrat (Limita Jud. Timiș - Lipova: L=25,400km) |
| DJ 609                                                         | Limita Jud. Timiș - Zăbalț (DJ 682) | Km 38+800 (Limita Jud. Timiș)                                  | Km 44+200 (Zăbalț - DJ 682)                                    | 5,400                                                          | |
| DJ 609A                                                        | Limita Jud. Timiș - Labașinț - Siștorovăț (DJ 572) | Km 23+000 (Limita Jud. Timiș)                                  | Km 37+400 (Siștorovăț - DJ 572)                                | 14,400                                                         | DJ 609A (Limita Jud. Timiș - Siștarovăț: L=14,400km) |
| DJ 682                                                         | Limita Jud. Timiș - Birchiș - Virișmort - Ostrov - Bacăul de Mijloc - Țela - Bata - Zăbălț - Dorgoș - Ususău - Lipova - Neudorf - Zăbrani - Aluniș - Frumușeni - Fântânele - Arad - Zădăreni - Bodrogu Nou - Călugăreni - Felnac - Sânpetru German - Munar - Secusigiu - Satu Mare - Limita Jud. Timiș | Km 9+000 (Limita Jud. Timiș)                                   | Km 130+150 (Limita Jud. Timiș)                                 | 121,150                                                        | DJ 682 (Limita Jud. Timiș - Limita Jud. Timiș: L=120,150km) |
| DJ 682A                                                        | Fântânele (DJ 682) - Tisa Nouă - Cruceni - Firiteaz - Limita Jud. Timiș | Km 0+000 (Fântânele - DJ 682)                                  | Km 17+000 (Limita Jud. Timiș)                                  | 17,000                                                         | |
| DJ 682C                                                        | Fântânele (DJ 682) - Vladimirescu - Sânleani - DN79 | Km 0+000 (Fântânele - DJ 682)                                  | Km 15+000 (DN79)                                               | 15,000                                                         | DJ 682C (Fântânele - Vladimirescu: L=4,900km) + DJ 682C (Vladimirescu - Sânleani: L=10,100km) |
| DJ 682E                                                        | Limita Jud. Timiș - Șemlac (DJ 709D) | Km 9+300 (Limita Jud. Timiș)                                   | Km 12+500 (Șemlac - DJ 709D)                                   | 3,200                                                          | DE (Limita Jud. Timiș - DJ 709D: L=3,200km) |
| DJ 682F                                                        | Arad (DN7 - km 551+800) - DJ 682 (km 99+000) | Km 0+000 (Arad - DN7)                                          | Km 11+300 (DJ 682 - km 99+000)                                 | 11,300                                                         | DJ 682C (DN 7 - DJ 682: L=11,300km) |
| DJ 682G                                                        | Șagu (DN69) - Cruceni (DJ 682A) | Km 0+000 (Șagu - DN69)                                         | Km 4+600 (Cruceni - DJ 682A)                                   | 4,600                                                          | DC 93 (Șagu - Cruceni: L=4,600km) |
| DJ 682H                                                        | DN79 (km 6+700) - Livada - Sânleani (DN7 - Centură Arad) | Km 0+000 (DN79 - km 6+700)                                     | Km 2+500 Sânleani (DN7 - Centură Arad)                         | 2,500                                                          | DC 109 (DN79 - Sânleani: L=2,500km) |
| DJ 691                                                         | Limita Jud. Timiș - Neudorf (DJ 682) | Km 42+500 (Limita Jud. Timiș)                                  | Km 49+000 (Neudorf - DJ 682)                                   | 6,500                                                          | DJ 691 (Limita Jud. Timiș - DJ 682: L=6,500km) |
| DJ 707                                                         | DN7 (km 442+200) - Petriș - Corbești - Roșia Nouă - Obârșia - Limita Jud. Hunedoara | Km 0+000 (DN7 - km 442+200)                                    | Km 22+700 (Limita Jud. Hunedoara)                              | 22,700                                                         | DJ 707 (DN7 - Limita Jud. Hunedoara: L=22,000km) |
| DJ 707A                                                        | Săvârșin (DN7 - km 457+000) - Valea Mare - Căprioara - Limita Jud. Hunedoara | Km 0+000 (Săvârșin - DN7)                                      | Km 10+800 (Limita Jud. Hunedoara)                              | 10,800                                                         | DJ 707A (DN7 - Limita Jud. Hunedoara: L=10,800km) |
| DJ 707B                                                        | Valea Mare (DJ 707A) - Căpâlnaș - Birchiș | Km 0+000 (Valea Mare)                                          | Km 6+700 (Bichiș)                                              | 6,700                                                          | DJ 707B (Valea Mare - Birchiș: L=6,700km) |
| DJ 707C                                                        | Julița (DN7) - Baia - Slatina de Mureș (DJ 708) | Km 0+000 (Julița - DN7)                                        | Km 15+600 (Slatina de Mureș - DJ 708)                          | 15,600                                                         | DC 71 (Julița - Slatina de Mureș: L=15,600km) |
| DJ 708                                                         | Căpruța - Dumbrăvița - Groșii Noi - Slatina de Mureș - Mădrigești - Buceava Șoimuș - Gurahonț - Iosaș - Pescari - Dieci -Cociuba - Berindia - Livada - Sebiș ( DJ 793 - km 59+300) | Km 0+000 (Căpruța)                                             | Km 66+600 (Sebiș - DJ 793)                                     | 66,600                                                         | DJ 708 (Căpruța - DJ 793: L=66,600km) |
| DJ 708A                                                        | Bârzava - Tăuți - Dud - Târnova (DJ 792C) | Km 0+000 (Bârzava)                                             | Km 41+100 (Târnova - DJ 792C)                                  | 41,100                                                         | DJ 708A (Bârzava - Târnova: L=41,100km) |
| DJ 708B                                                        | Păuliș (DN7) - Miniș - Ghioroc - Cuvin - Covașinț - Șiria (DJ 709) | Km 0+000 (Păuliș - DN7)                                        | Km 18+720 (Șiria - DJ 709)                                     | 18,720                                                         | DJ 708B (Păuliș - Șiria: L=18,720km) |
| DJ 708C                                                        | Sâmbăteni (DN7) - Ghioroc (DJ 708B) | Km 0+000 (Sâmbăteni - DN7)                                     | Km 5+300 (Ghioroc - DJ 708B)                                   | 5,300                                                          | DC 88 (Sâmbăteni - Ghioroc: L=5,300km) |
| DJ 708F                                                        | DJ 708 - Brazii | Km 0+000 (DJ 708)                                              | Km 0+500 (Brazii)                                              | 0,500                                                          | DC 55 |
| DJ 709                                                         | Arad (DN7) - Horia - Șiria - Galșa - Mâsca - Pâncota - Seleuși - Șicula - Gurba - Cermei - Șomoșcheș - Berechiu - Limita Jud. Bihor | Km 0+000 (Arad - DN7)                                          | Km 76+000 (Limita Jud. Bihor)                                  | 76,000                                                         | DJ 709 (Arad - Limita Jud. Bihor: L=76,000km) |
| DJ 709B                                                        | Arad (DN7) - Șofronea - Curtici - Macea - Sânmartin - Grăniceri - Frontieră Ungaria | Km 0+000 (Arad - DN7)                                          | Km 52+600 (Frontieră Ungaria)                                  | 52,600                                                         | |
| DJ 709C                                                        | Arad (DN7) - Frontieră Ungaria | Km 0+000 (Arad - DN7)                                          | Km 15+200 (Frontieră Ungaria)                                  | 15,200                                                         | |
| DJ 709D                                                        | Șemlac (DN7) - Șeitin - Nădlac | Km 0+000 (Șemlac - DN7)                                        | Km 23+300 (Nădlac)                                             | 23,300                                                         | DJ 709D (Șemlac - Nădlac: L=23,300km) |
| DJ 709J                                                        | Nădlac (DN7) - Peregu Mare - Peregu Mic - Pecica - Turnu - Variașu Mic - Iratoșu - Dorobanți - Macea - Sânmartin - Grăniceri - Pilu (DN79A) | Km 0+000 (Nădlac - DN7)                                        | Km 93+300 (Pilu - DN79A)                                       | 84,400                                                         | DC 104 (L=15,800km) + DC 103 (DC 104 - Peregu Mare:L=1,800km) + DC 101 (Peregu Mare - Pecica: L=14,400km) + Supr. DN7 (L=3,400km) + DC 100A (Pecica - Macea: L=32,900km) + Supr. DJ 709B (L=5,500km) + DC 116 (Sânmartin - Pilu: L=19,500km) |
| DJ 763A                                                        | Limita Jud. Hunedoara - Târnăvița - Hălmăgel (DJ 792F) | Km 13+400 (Limita Jud. Hunedoara)                              | Km 19+200 (Hălmăgel - DJ 792F)                                 | 5,800                                                          | DE (Limita Jud. Hunedoara - Târnăvița: L=3,300km) + DC 47 (Târnăvița - Hălmăgel: L=2,500km) |
| DJ 791                                                         | Zimandul Nou (DN79) Sântana - Olari - Sintea Mica - Chereluș (DN79A) | Km 0+000 (Zimandul Nou - DN79)                                 | Km 33+200 (Chereluș - DN79A)                                   | 33,200                                                         | |
| DJ 792                                                         | Socodor (DN79A) - Cintei - Zarand - Seleuș - Ineu | Km 0+000 (Socodor - DN79A)                                     | Km 38+886 (Ineu)                                               | 38,886                                                         | DE (Socodor - Nadab: L=5,486km) + DJ 792 (Nadab - Ineu: L=33,400km) |
| DJ 792A                                                        | Bocsig (DN79A) - Beliu - Chislaca - Craiva - Limita Jud. Bihor | Km 0+000 (Bocsig - DN79A)                                      | Km 24+984 (Limita Jud. Bihor )                                 | 24,984                                                         | DJ 792A (Bocsig - Limita Jud. Bihor: L=24,984km) |
| DJ 792B                                                        | Cuied (DJ 792C) - Hodiș - Bârsa - Sebiș - Donceni - Buhani - Dezna - Rănușa - Moneasa - Limita Jud. Bihor | Km 0+000 (Cuied - DJ 792C)                                     | Km 40+400 (Limita Jud. Bihor )                                 | 39,400                                                         | DC 29 (DJ 792C - Bârsa: L=7,500km) + Suprapunere DN79A (L=1,000km) + DJ 792B (Bârsa - Moneasa: L=25,300km) + DF 125 (Moneasa - Limita Jud. Bihor: L=6,600km)                                                                                 |
| DJ 792C                                                        | Buteni (DN79A) - Cuied - Luguzău - Șilindia - Târnova - Maderat - Pâncota - Caporal Alexa - Sântana - Curtici - Dorobanți - Frontieră Ungaria | Km 0+000 (Buteni - DN79A)                                      | Km 81+228 (Frontieră Ungaria)                                  | 81,228                                                         | DJ 792C (Buteni - Frontieră Ungaria: L=81,228km) |
| DJ 792D                                                        | Mocrea (DJ 792) - Chier - Târnova - Araneag - Căsoaia | Km 0+000 (Mocrea - DJ 792)                                     | Km 23+640 (Căsoaia)                                            | 23,640                                                         | DJ 792D (Mocrea - Căsoaia: L=23,640km) |
| DJ 792E                                                        | Almaș (DN79A) - Dieci - Laz - Dezna (DJ 792B) | Km 0+000 (Almaș - DN79A)                                       | Km 15+000 (Dezna - DJ 792B)                                    | 14,500                                                         | DC 34 (Almaș - Dieci: L=3,200km) + Suprapunere DJ 708 (L=0,500km) + DC 30 (Dieci - Dezna: L=11,300km) |
| DJ 792F                                                        | Hălmagiu (DN76) - Hălmăgel - Sârbi - Limita Jud. Alba | Km 0+000 (Hălmagiu - DN76)                                     | Km 21+900 (Limita Jud. Alba)                                   | 21,900                                                         | DC 45 (Hălmagiu - Sârbi: L=9,100km) + DF 171 (Sârbi - Limita Jud.Alba: L=12,800km) |
| DJ 793                                                         | Sintea Mare (DN79A) - Sepreuși - Cermei - Avram Iancu - Lunca Teuz - Beliu - Seliște - Cărând - Prunișori - Sebiș - Buteni - Chișindia | Km 0+000 (Sintea Mare - DN79A)                                 | Km 68+400 (Chișindia)                                          | 68,400                                                         | DJ 793 (Sintea Mare - Buteni: L=62,200km) + Suprapunere DN79A (L=1,300km) + DC 59 (Buteni - Chișindia: L=4,900km) |
| DJ 793A                                                        | Beliu (DJ 793) - Tăgădău - Comănești - Hășmaș - Groșeni - Archiș - Nermiș - Cărând (DJ 793) | Km 0+000 (Beliu - DJ 793)                                      | Km 20+700 (Cărând - DJ 793)                                    | 20,700                                                         | DC 9 (Beliu - Tăgădău: L=2,000km) + DC 10(Tăgădău - Hășmaș: L=7,700km) + DE (Hășmaș DC 13: L=1,900km) + DC 13 (Groșeni - Archiș: L=3,500km) + DC 14 (Archiș - Nermiș: L=2,900km) + DE (Nermiș - Cărând:L=2,700km)                            |
| DJ 793B                                                        | Beliu (DJ 793) - Archiș (DJ 793A) | Km 0+000 (Beliu - DJ 793)                                      | Km 5+100 (Archiș - DJ 793A)                                    | 5,100                                                          | DC 13 (Beliu - Archiș: L=5,100km) |
| DJ 793C                                                        | Sebiș (DJ 793) - Ignești - Mânead - Buhani (DJ 792B) | Km 0+000 (Sebiș - DJ 793)                                      | Km 8+200 (Buhani - DJ 792B)                                    | 8,200                                                          | DC 18 (DJ 793 - Ignești: L=3,800km) + DE (L=0,500km) + DE (L=1,500km) + DC 20 (Mânead - DJ 792B: L=2,400km) |
| DJ 794                                                         | Chișinău-Criș (DN79) - Misca - Vânători - Satu Nou - Apateu - Berechiu (DJ 709) | Km 0+000 (Chișinău-Criș - DN79)                                | Km 25+800 (Berechiu - DJ 709)                                  | 25,800                                                         | |
| Lungimea totală a rețelei de drumuri județene din județul ARAD | Lungimea totală a rețelei de drumuri județene din județul ARAD | Lungimea totală a rețelei de drumuri județene din județul ARAD | Lungimea totală a rețelei de drumuri județene din județul ARAD | Lungimea totală a rețelei de drumuri județene din județul ARAD | 1078,327 Km |

## Vezi și
- Lista drumurilor județene din România